# Wereldkampioenschappen zwemmen 2015 – 4×100 meter vrije slag gemengd
De 4×100 meter vrije slag gemengd op de wereldkampioenschappen zwemmen 2015 in Kazan vond plaats op 8 augustus 2015. Na afloop van de series kwalificeerden de acht snelste ploegen zich voor de finale.

## Records
Voorafgaand aan het toernooi was dit het wereldrecord:
| Wereldrecord | Australië Tommaso D'Orsogna Cate Campbell James Magnussen Bronte Campbell | 3.23,29 | Perth | 1 februari 2014 |

## Uitslagen

### Series
| Rang | Serie | Baan | Land                   | Namen | Tijd    | Bijz. |
| ---- | ----- | ---- | ---------------------- | --- | ------- | ----- |
| 1    | 3     | 3    | Verenigde Staten       | Conor Dwyer (49.47) Ryan Lochte (48.43) Margo Geer (53.12) Abbey Weitzeil (53.49)                          | 3:24.51 | Q     |
| 2    | 4     | 4    | Rusland                | Andrej Gretsjin (49.21) Nikita Lobintsev (47.97) Veronika Popova (54.00) Natalja Lovtsova (54.05)          | 3:25.23 | Q     |
| 3    | 3     | 5    | Italië                 | Luca Dotto (49.30) Filippo Magnini (48.60) Federica Pellegrini (54.35) Erika Ferraioli (53.98)             | 3:26.23 | Q     |
| 4    | 3     | 4    | Zweden                 | Christoffer Carlsen (49.78) Simon Sjödin (49.70) Michelle Coleman (53.35) Louise Hansson (53.77)           | 3:26.60 | Q     |
| 5    | 3     | 0    | Nederland              | Sebastiaan Verschuren (49.49) Kyle Stolk (49.44) Marrit Steenbergen (55.29) Femke Heemskerk (52.69)        | 3:26.91 | Q     |
| 6    | 2     | 7    | China                  | Yu Hexin (49.82) Lin Yongqing (49.29) Qiu Yuhan (53.87) Tang Yuting (54.73)                                | 3:27.71 | Q     |
| 7    | 2     | 4    | Canada                 | Yuri Kisil (49.36) Karl Krug (49.20) Sandrine Mainville (54.22) Victoria Poon (54.97)                      | 3:27.75 | Q     |
| 7    | 2     | 5    | Brazilië               | Matheus Santana (49.82) Marcelo Chierighini (48.43) Larissa Oliveira (54.89) Daynara de Paula (54.61)      | 3:27.75 | Q     |
| 9    | 4     | 2    | Frankrijk              | Lorys Bourelly (49.94) Clément Mignon (48.20) Cloé Hache (55.33) Margaux Fabre (54.82)                     | 3:28.29 |       |
| 10   | 2     | 1    | Japan                  | Yuki Kobori (49.69) Naito Ehara (49.90) Rikako Ikee (54.31) Misaki Yamaguchi (54.64)                       | 3:28.54 |       |
| 11   | 3     | 8    | Duitsland              | Christoph Fildebrandt (49.08) Marco di Carli (48.93) Alexandra Wenk (55.03) Marlene Hüther (55.95)         | 3:28.99 |       |
| 12   | 3     | 2    | Turkije                | Doğa Çelik (50.30) Kemal Arda Gürdal (49.23) Ekaterina Avramova (56.21) Gizem Bozkurt (57.37)              | 3:33.11 |       |
| 13   | 4     | 7    | Singapore              | Yeo Kai Quan (51.43) Amanda Lim (57.68) Quah Ting Wen (56.08) Quah Zheng Wen (49.39)                       | 3:34.58 |       |
| 14   | 1     | 5    | Zwitserland            | Lukas Räuftlin (51.25) Jean-Baptiste Febo (50.76) Noémi Girardet (56.70) Maria Ugolkova (56.01)            | 3:34.72 |       |
| 15   | 4     | 1    | Luxemburg              | Julien Henx (50.99) Pit Brandenburger (50.85) Julie Meynen (55.51) Monique Olivier (57.84)                 | 3:35.19 |       |
| 16   | 2     | 2    | Servië                 | Andrej Barna (51.21) Uroš Nikolić (50.24) Miroslava Najdanovski (57.98) Anja Crevar (59.23)                | 3:38.66 |       |
| 17   | 4     | 6    | Sri Lanka              | Matthew Abeysinghe (51.47) Machiko Raheem (59.94) Cherantha de Silva (52.60) Kimiko Raheem (58.93)         | 3:42.94 |       |
| 18   | 4     | 8    | Dominicaanse Republiek | Jhonny Peréz (52.85) Arianna Sanna (59.04) Dorian McMenemy (58.98) Jean Luis Gómez (52.98)                 | 3:43.85 |       |
| 19   | 1     | 4    | Costa Rica             | Marie Meza (59.09) Esteban Araya (54.55) Helena Moreno (1:00.10) Mario Montoya (52.42)                     | 3:46.16 |       |
| 20   | 4     | 5    | Bolivia                | Andrew Rutherfurd (52.37) Maria José Ribera (1:01.73) Karen Torrez (57.96) Aldo Castillo (54.40)           | 3:46.46 |       |
| 21   | 2     | 6    | Jordanië               | Khader Baqlah (51.81) Mohammed Bedour (53.73) Rahaf Baqleh (1:02.21) Talita Baqlah (59.59)                 | 3:47.34 |       |
| 22   | 2     | 8    | Mozambique             | Denílson da Costa (55.03) Jannah Sonnenschein (1:00.94) Jessika Cossa (59.86) Igor Mogne (51.77)           | 3:47.60 |       |
| 23   | 4     | 3    | Macau                  | Chao Man Hou (52.92) Long Chi Wai (1:01.63) Ngou Pok Man (53.28) Lei On Kei (1:00.97)                      | 3:48.80 |       |
| 24   | 2     | 3    | Kenia                  | Emily Muteti (1:01.03) Hamdan Bayusuf (56.38) Talisa Lanoe (1:01.96) Issa Mohamed (53.49)                  | 3:52.86 |       |
| 25   | 3     | 6    | Armenië                | Vahan Mkhitaryan (53.85) Monika Vasilyan (1:03.33) Ani Poghosyan (1:01.29) Vladimir Mamikonyan (54.49)     | 3:52.96 |       |
| 26   | 3     | 9    | Mongolië               | Yesui Bayar (1:11.46) Batsaikhan Dulguun (55.65) Enkhkhuslen Batbayar (1:05.69) Delgerkhuu Myagmar (56.05) | 4:08.85 |       |
| 27   | 2     | 0    | Tadzjikistan           | Anastasiya Tyurina (59.88) Karina Klimyk (1:05.82) Olim Kurbanov (1:11.96) Ramziyor Khorkashov (DSQ)       | 8:99.99 | DSQ   |
| 27   | 4     | 0    | Papoea-Nieuw-Guinea    | Ryan Pini (50.86) Tegan McCarthy (1:06.05) Barbara Vali-Skelton (1:04.02) Sam Seghers (DSQ)                | 8:99.99 | DSQ   |
| 29   | 1     | 3    | Albanië                | | 9:99.99 | DNS   |
| 29   | 3     | 1    | Australië              | | 9:99.99 | DNS   |
| 29   | 3     | 7    | Mexico                 | | 9:99.99 | DNS   |

### Finale
| Rang   | Baan | Namen | Land             | Tijd    | Bijz. |
| ------ | ---- | --- | ---------------- | ------- | ----- |
| Goud   | 4    | Ryan Lochte (48.79) Nathan Adrian (47.29) Simone Manuel (53.66) Missy Franklin (53.31)                   | Verenigde Staten | 3.23,05 | WR    |
| Zilver | 2    | Sebastiaan Verschuren (48.74) Joost Reijns (49.09) Ranomi Kromowidjojo (52.48) Femke Heemskerk (52.79)   | Nederland        | 3.23,10 |       |
| Brons  | 1    | Santo Condorelli (48.19) Yuri Kisil (48.25) Sandrine Mainville (53.60) Chantal van Landeghem (53.55)     | Canada           | 3.23,59 |       |
| 4      | 5    | Vladimir Morozov (48.27) Aleksandr Soechoroekov (47.74) Veronika Popova (53.72) Natalja Lovtsova (54.48) | Rusland          | 3.24,21 |       |
| 5      | 3    | Marco Orsi (48.70) Filippo Magnini (48.19) Federica Pellegrini (54.26) Erika Ferraioli (54.11)           | Italië           | 3.25,26 |       |
| 6      | 8    | Matheus Santana (48.96) Bruno Fratus (47.83) Larissa Oliveira (54.15) Daynara de Paula (54.64)           | Brazilië         | 3.25,58 |       |
| 7      | 7    | Yu Hexin (49.70) Lin Yongqing (49.06) Qiu Yuhan (53.83) Tang Yuting (54.35)                              | China            | 3.26,94 |       |
| 8      | 6    | Christoffer Carlsen (50.03) Simon Sjödin (49.67) Michelle Coleman (53.41) Louise Hansson (53.98)         | Zweden           | 3.27,09 |       |